# Senzație
Senzația este prima formă de reflectare mentală a realității. Ca reproducere în creier a realității reflectă însușirile simple ale obiectului, care acționează sub formă de stimuli fizico-chimici direct asupra organelor de simț.
Senzația este un semnal senzorial elementar, unimodal, dar definit calitativ, corespunzător unui stimul simplu și uniform, proces psihic primar și bazal, finalizat printr-o imagine univocă, reflectând reductiv lumină, culoare, elemente neintegrate din câmpul spațio-temporal, sunet, calități mecanice sau chimice, stări musculare sau viscerale, relații termice sau poziționale etc.
Însușirile reflectate de senzație sunt simple, concrete, exterioare, accidentale, neesențiale. Senzația reflectă în mod izolat caracteristicile stimulului. Ea se produce la nivelul creierului ca rezultat al unui proces ce începe cu acțiunea stimulului asupra receptorului senzorial, se continuă cu transmiterea informației ca influx nervos (potențial de acțiune) prin căile neurale aferente  și se finalizează într-o experiență psihică. Senzația este elementul psihic indivizibil al cunoașterii dar nu se prezintă singură decât în rare cazuri, ca de exemplu în primele zile ale vieții sau în cazuri patologice. Este rezultatul final al unui proces cognitiv elementar, primordial realizat datorită proprietății organismului numită sensibilitate.

## Clasificarea senzațiilor

### Criteriul morfologic
După criteriul morfologic  utilizat în special în secolul XIX au fost considerate  cinci tipuri de senzații:  senzație vizuală, senzație auditivă,  senzație olfactivă, senzație gustativă și  senzație cutanată. Clasificarea după organele de simț s-a dovedit a fi grosieră deoarece în compunerea unor organe de simț s-au găsit subsisteme organice autonome. Pe de altă parte s-au descoperit subdiviziuni ale unor senzații precum și senzația vagă, neclare ce nu puteau fi localizate în organele cunoscute  la un moment dat.

### Criteriul funcțional
Criteriul funcțional a depășit limitele criteriului organului în clasificarea senzațiilor prin delimitarea funcției senzoriale și apoi identificarea organului receptor care îndeplinește funcția.Avantajul acestui criteriu este că s-au descoperit mai multe senzații și s-a constatat o diversitate sporită a senzațiilor. Pe lângă acest avantaj, s-au descoperit și organele de simț pentru senzații mai puțin evidente cum sunt senzația kinestezică, senzația vestibulară sau  senzația organică. Criteriul funcției îndeplinite de senzație s-a dovedit a fi mai riguros, mai profund pentru clasificarea senzațiilor.Limitele acestui criteriu de clasificare  s-au dovedit a fi delimitarea dificilă a senzațiilor deoarece modalitățile senzoriale sunt inegal specializate și sunt unele senzații care sunt produse de același sistem organic sau de o combinație de subsisteme biologice.
O clasificare mai avansată a senzațiilor s-a făcut pe fundamentul condițiilor și direcțiilor recepției. Fiziologul Charles Scott Sherrington ( 1861-1962) utiliza intens acest criteriu elaborând două clasificări ale senzațiilor. Prima clasificare a prevăzut 2 categorii de receptori, adică receptori de contact sau tangoreceptori și receptori de distanță în felul acesta găsind senzațiile obținute prin contactul direct cu obiectul ca senzația tactilă, gustativă etc și senzațiile obținute de la distanță ca senzația auditivă și și senzația vizuală. Pentru că era totuși un criteriu relativ superficial deoarece chiar și în cazul auzului timpanul are contact cu energia mecanică a vibrațiilor emanate de obiect Sherrington a trecut la a doua clasificare care avea ca punct de reper locul amplasării receptorilor. Conform cu acest criteriu autorul a stabilit că receptorii de la suprafața corpului adică exteroceptorii produc senzații corespunzătoare însușirilor mediului extern cum ar fi culoarea, , sunetul. De asemenea receptorii plasați în înteriorul corpului  interoceptorii  produc senzații corspunzătoare proprietăților interne corpului. O altă categorie de receptori, cei plasați în tendoane, articulații, mușchi adică proprioceptorii aduc informații despre poziții, mișcări, concretizate în senzații proprioceptive. Totuși această clasificare are limite; ulterior s-a descoperit că stimulii din afară provoacă o reacție complexă intero-exteroceptivă iar propriorecepția îndeplinește și funcții exteroceptive. Clasificarea lui Sherrington este unilaterală și pentru faptul că bazează clasificarea pe un singur segment anatomo-fiziologic al producerii senzației și anume pe receptor, pe când senzația ca produs finit este rezultatul unui proces executat de serie de mecanisme dispuse corelat.
Pe fundamentul însușirilor detectate senzorial s-a făcut o clasificare ce pune în prim plan funcția reflectorie a senzațiilor și relația dintre subiect și obiect. Autorul remarcabil care a efectuat o asemenea clasificare a fost A. H. Uhtomski ( 1875-1942). Considerând natura stimulilor receptați a surprins patru categorii de senzații: senzații cutanate provocate de stimuli mecanici și termici, senzații vizuale și auditive produse de stimuli fizici (optici și acustici), senzații gustative și olfactive cauzate de stimuli chimici și senzații proprioceptive și interoceptive  determinate de stimuli fiziologici. Clasificarea lui Uhtomski are meritul de a evidenția conectarea senzațiilor la lumea externă și internă și că subliniază natura reflectorie a senzațiilor. Mai prezintă această clasificare avantajul că sintetizează un criteriu unic în clasificare. Efectele negative produse de această clasificare este că restrângând numărul senzațiilor face imposibilă diferențierea și surprinderea specializării proceselor senzoriale.
Criteriul specializării și corelării senzațiilor discriminează senzații intramodale  și senzații intermodale.În senzațiile intramodale  de exemplu, în interiorul  senzațiilor cutanate  găsim modalitățile specializate tactil și termic, în sensibilitatea gustativă găsim senzații de acru, dulce, sărat și amar iar în sensibilitatea proprioceptivă intră senzația somato-estezică, cele kinestezice. Senzațiile intermodale se produc la intersecția activității a două procese senzoriale distincte ca de exemplu văz și pipăit care pot produce corelații între vedere și pipăire producând senzația pipăirii cu ochii.
Datorită faptului că fundamentele clasificării senzațiilor sunt evolutive  și complementare și clasificările sunt în transformare și perfecționare.